# Västra Tommarp
Västra Tommarp är en tätort på Söderslätt i Trelleborgs kommun och kyrkby i Västra Tommarps socken i Skåne. Här ligger Västra Tommarps kyrka.

## Befolkningsutveckling
| Befolkningsutvecklingen i Västra Tommarp 2010–2020 | Befolkningsutvecklingen i Västra Tommarp 2010–2020 | Befolkningsutvecklingen i Västra Tommarp 2010–2020 | Befolkningsutvecklingen i Västra Tommarp 2010–2020 | Befolkningsutvecklingen i Västra Tommarp 2010–2020 |
| -------------------------------------------------- | -------------------------------------------------- | -------------------------------------------------- | -------------------------------------------------- | -------------------------------------------------- |
|                                                    |                                                    |                                                    |                                                    |                                                    |
| År                                                 |                                                    |                                                    | Folkmängd                                          | Areal (ha)                                         |
| 2010                                               | 2010                                               |                                                    | 214                                                | 20                                                 |
| 2015                                               | 2015                                               |                                                    | 286                                                | 33                                                 |
| 2020                                               | 2020                                               |                                                    | 418                                                | 33                                                 |
| Anm.: Ny tätort 2010                               |                                                    |                                                    |                                                    |                                                    |

Västra Tommarp klassas som tätort från 2010. Tidigare räknades området som en småort eftersom befolkningen då inte var över 200 personer.

## Personer från orten
Från orten kom professorna i medicin Hans Bendz och Arvid Sture Bruzelius samt folklivsforskaren och arkeologen Nils G. Bruzelius.